# Kalcium-propionát

A kalcium-propionát (E282) a propionsav kalciummal alkotott sója. 
Képlete: Ca(C2H5COO)2.
Olvadáspontja: 300 °C
CAS-száma: 475-84-4
A propionsavhoz hasonlóan a kalcium-propionát meggátolja egyes penészgombák és baktériumok szaporodását. Ennek eredményeként széles körben használják emberi fogyasztásra szánt élelmiszerek tartósításához E282 néven. 
Oldott állapotban a propionsav jellegzetes szaga miatt nem alkalmazható nagy töménységben, ezért nincs maximum beviteli korlátja. Előfordulhat egyes sajtokban, pékárukban, pizzákban és egyes hústermékekben. Nincs ismert mellékhatása.